# Eden River
Der Eden River ist ein Fluss im Nordosten von Dominica im Parish Saint Andrew.

## Geographie
Der Eden River entspringt in den Niederungen, auf ca. 100 m über dem Meer, westlich von Wesley bei Joe Estate. Er fließt im Bogen nach Nordosten und nimmt noch mehrere kleine Zuflüsse von Westen auf. Bei Eden Estate wendet er sich nach Osten und fließt südlich von Temple (Crompton Point, ⊙) in den Atlantik. Westlich schließt das Einzugsgebiet des Woodford Hill Rivers an und nach Süden das Einzugsgebiet des Toulaman River (Tweed River).
In der Landzunge von Woodford Hill Estate im Westen münden noch weitere kleine, namenlose Bäche.